# Coscinia fumidaria
Coscinia fumidaria är en fjärilsart som beskrevs av Bang-haas 1927. Coscinia fumidaria ingår i släktet Coscinia och familjen björnspinnare. Inga underarter finns listade i Catalogue of Life.